# Sankt Savas kyrka, Barajevo
Sankt Savas kyrka (serbisk kyrilliska: Црква Светог Саве; latinska: Crkva Svetog) är en serbisk-ortodox kyrkobyggnad belägen i kommunen Barajevo i Serbiens huvudstad, Belgrad.
Kyrkan är helgad åt Sankt Sava, som grundade den Serbisk-ortodoxa kyrkan och var dess första ärkebiskop. Den tillhör Šumadijas stift.

## Historik
Sankt Savas kyrka i Barajevo byggdes år 2006.

## Bilder

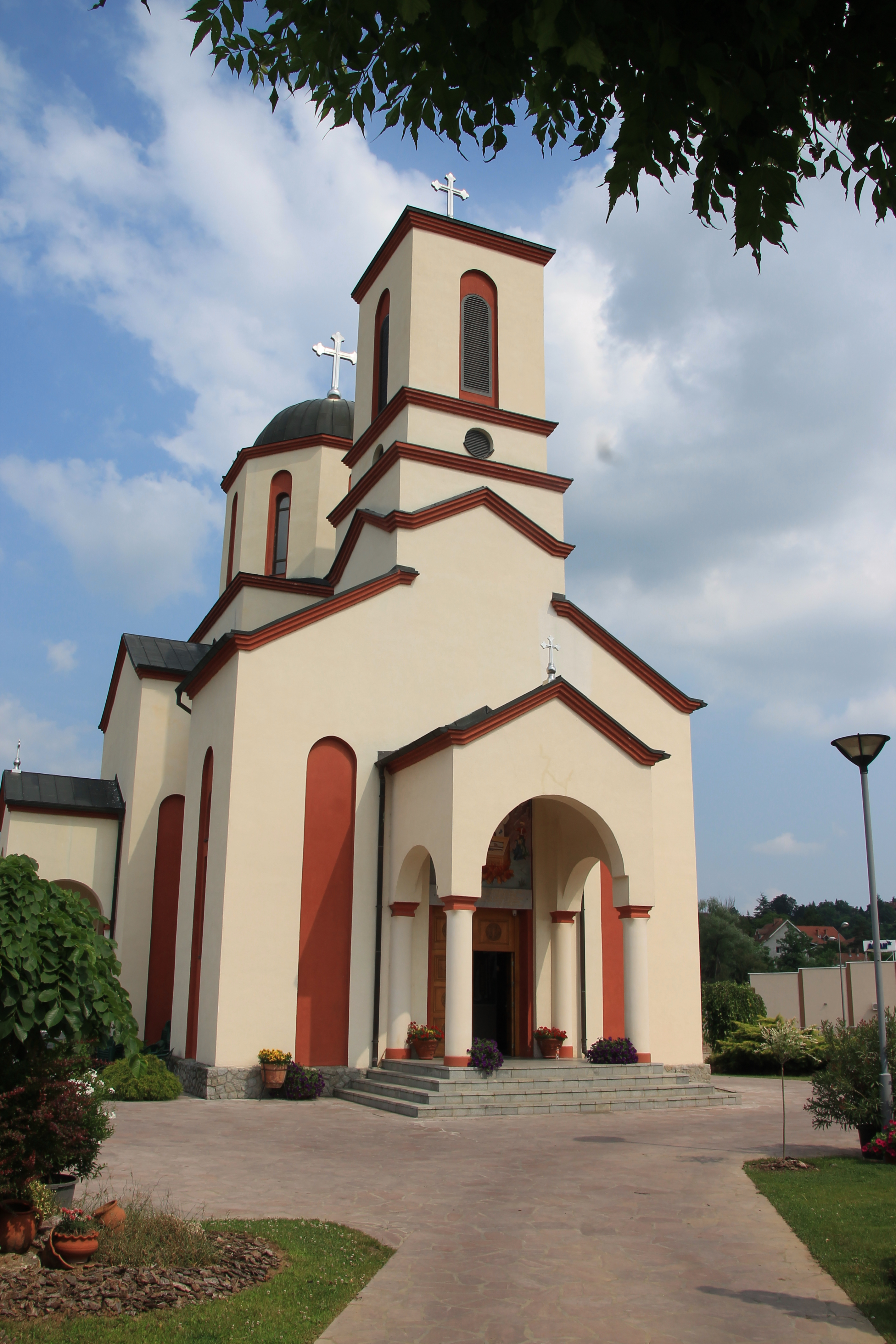
Framsidan.
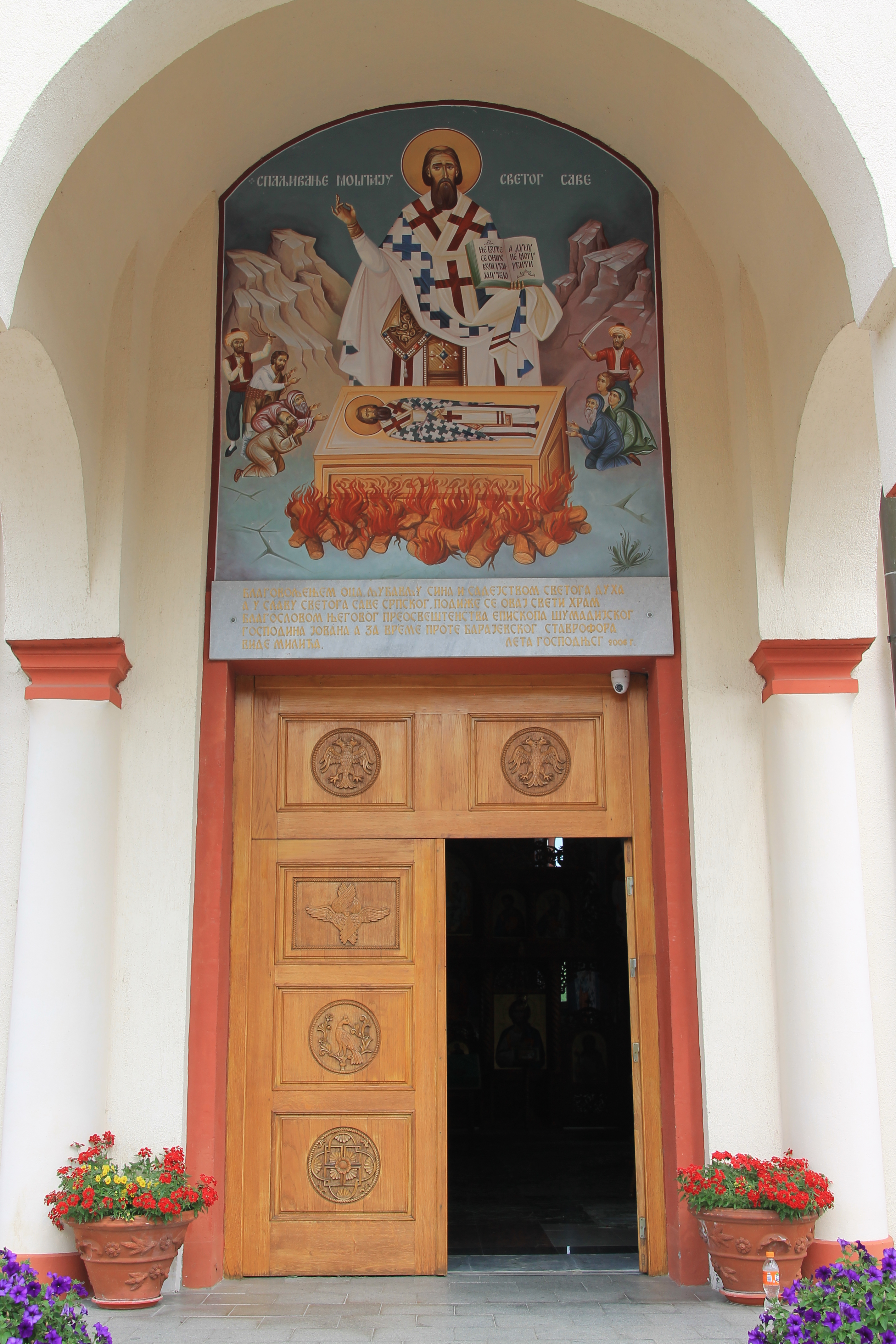
Entrén, där Sankt Sava är avbildad.
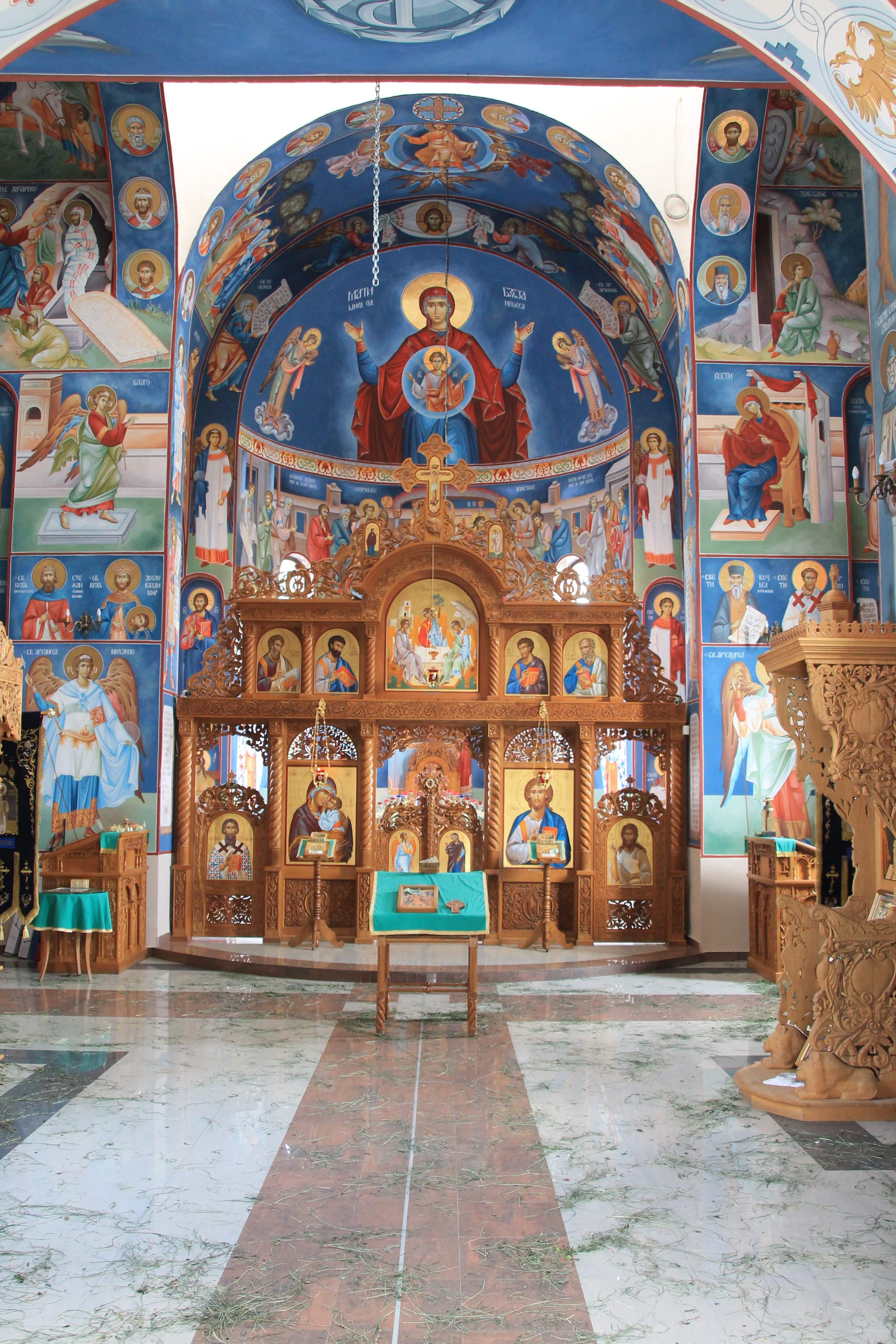
Kyrkans interiör mot ikonostasen.